# 椎名宏雄
椎名 宏雄（しいな こうゆう、1934年-）は、東京生まれの日本の仏教学者・書誌学者、曹洞宗の僧侶（龍泉院 (柏市)東堂）。専門は禅宗文献学（宋元版禅籍）。

## 略歴
1934年、東京に生まれる。日本大学文学部宗教科を経て駒澤大学仏教学部禅学科に編入。同学部卒業後、総本山永平寺にて修行。1958年に龍泉寺住職に就任。1962年より同大学院人文科学研究科仏教学専攻修士課程に進学。同博士後期課程満期退学後、曹洞宗宗学研究所研究員を経て、曹洞宗総合研究センター委託研究員、駒澤大学大学院非常勤講師、大本山永平寺眼蔵会講師、柏市文化財保護委員会会長を歴任。2019年に住職を引退して東堂となる。

## 著作リスト
- 『曹洞宗天徳山龍泉院』（龍泉院、1983年）
- 『宋元版禅籍の研究』（大東出版社、1993年）
- 『洞山 - 臨済と並ぶ唐末の禅匠』（「唐代の禅僧7」臨川書店、2010年）
- 『やさしく読む参同契・宝鏡三昧』（大法輪閣、2018年）
- 『沼南の宗教文化誌 正・続』（たけしま出版、2020-24年）
- 『宋元版禅籍の文献史的研究 1・2』（臨川書店、2023-24年）

### 校訂
- 『國譯一切経 和漢撰述部 諸宗部 6』（大東出版社、1990年）

### 編著
- 『豊洲大由和尚年譜』（龍泉院、1984年）
- 『五山版中国禅籍叢刊』影印 全12巻（臨川書店、2012年）

### 共編監修著
- 『禅学典籍叢刊』影印 全11巻、別巻（柳田聖山 共編著、臨川書店、1999年 - 2001年）
- 『唐代の禅僧』シリーズ全12巻（田中良昭、石井修道と監修、臨川書店、2007年 - 未完）

### 分担執筆
- 『称名寺大蔵経 - 重要文化財　宋版一切経目録』（金沢文庫編、臨川書店、2023年）

### 論文・記事等
- CiNii>椎名宏雄
- INBUDS>椎名宏雄

## インタビュー
- 仏教企画>僧侶が身につけた力こそが禅寺を支える